# NGC 4543
NGC 4543 في الفهرس العام الجديد، هي مجرة، تقع في كوكبة العذراء. اكتشفت في 27 ديسمبر 1827 بواسطة جون هيرشل.

## روابط خارجية
- NGC 4543 على موقع ويكي سكاي: DSS2, SDSS, GALEX, IRAS, Hydrogen α, X-Ray, Astrophoto, Sky Map, Articles and images